# Javascriptmotor
En Javascriptmotor är ett dataprogram som exekverar (kör) Javascript-kod. Oftast ingår den som en del av en webbläsare.

## Historia
Innan det andra webbläsarkriget 2008-2009 var Javascriptmotorn bara en tolk (interpreter) som läste Javascript-källkoden rad för rad och körde skriptet efter detta. Nyare Javascriptmotorer, såsom Chakara, översätter Javascript-koden helt till maskinkod för att öka snabbheten.
Den allra första Javascriptmotorn skapades av Brendan Eich på Netscape Communications Corporation för deras webbläsare Netscape Navigator. Motorn hade kodnamnet Spidermonkey, och skrevs i programmeringsspråket C. Den har sedan uppdaterats (i JavaScript 1.5) för att stämma överens med standarden ECMA-262 utgåva 3. Javascriptmotorn Rhino skapades främst av Norris Boyd (även han på Netscape) och är skrivet i Java. Liksom Spidermonkey, är Rhino kompatibelt med ECMA-262 utgåva 3. Rhino används bland annat i Apple Safari 4's Nitro, Google Chrome V8 och Mozilla Firefox 3.5's TraceMonkey.

## Större Javascriptmotorer

### Mozilla
- Rhino - förvaltas av Mozilla Foundation, öppen källkod, utvecklad helt i Java.
- Spidermonkey - den första Javascriptmotorn någonsin, skriven av Brendan Eich på Netscape Communications.
- JägerMonkey - motor under utvecklingen för Mozilla Firefox.
- Tamarin - utvecklad av Adobe Labs och använd i Adobe Flash 9.

### Google
- V8 - öppen källkod, utvecklad av Google i Danmark, och är en del av Google Chrome.

### Andra
- KJS - KDE:s motor för ECMAScript och Javascript. Ursprungligen utvecklad av Harri Porten för KDE-projektets webbläsare Konqueror.
- Narcissus - öppen källkod, skriven av Brendan Eich som även skrev den första versionen av spidermonkey.
- Tamarin - från Adobe Labs.
- Chakra - för Internet Explorer 9.
- Nitro - (tidigare SquirrelFish) för Safari 4.
- Carakan - av Opera Software och har använts sedan Opera 10.50